# La Luisiana
La Luisiana er en by og kommune i det sydlige Spanien i provinsen Sevilla. Den har et indbyggertal på 4.626 (2024) indbyggere.